# NYSE Euronext
NYSE Euronext est un ancien groupe mondial d'entreprises de marchés financiers (c'est-à-dire de sociétés commerciales qui avaient pour activités d'assurer la gestion d'un ou plusieurs marchés financiers), né en 2007 du rapprochement entre le New York Stock Exchange et Euronext. Le groupe est, depuis le 12 novembre 2013, passé sous le contrôle d'Intercontinental Exchange Group Inc.

## Historique

### Naissance de NYSE Euronext

Ancien logo.

Au commencement étaient deux groupes : (1) le groupe NYSE contrôlé par NYSE Group Inc., société de l'État du Delaware (États-Unis) issue de la fusion entre le New York Stock Exchange et Archipelago, détenant notamment 100 % de New York Stock Exchange LLC et (2) et le groupe Euronext contrôlé par Euronext N.V., société néerlandaise, détenant notamment 100 % d'Euronext Nederland N.V., 100 % d'Euronext Lisbon S.A., 100 % d'Euronext Paris S.A. et 77 % d'Euronext Brussels S.A./N.V. (22 % étant détenu par Euronext Paris S.A. et 1 % par Euronext Lisbon S.A.).
L'idée d'un rapprochement entre les deux groupes est intervenue dans un contexte de rapprochements avortés, entre 2004 et 2006, entre différentes places boursières européennes que sont Euronext, le London Stock Exchange (LSE) et la Deutsche Börse. Alors qu'Euronext initia des discussions de rapprochement avec Deutsche Börse dès la mi-2004, Deutsche Börse annonça une offre d'acquisition potentielle de LSE le 13 décembre 2004. À la suite de cette annonce, Euronext entama des négociations à compter de décembre 2004 pour un rapprochement avec LSE. Au cours de l'année 2005 et du premier trimestre 2006, Euronext poursuivit les discussions avec LSE et les autorités de marché et de la concurrence. Euronext renonça finalement à l'opération en mai 2006 après l'acquisition par le Nasdaq le 11 avril 2006 de 15 % du capital de LSE. Quant aux discussions entre Euronext et Deutsche Börse celles-ci, après s'être accélérée fin décembre 2005, échouèrent une première fois en particulier sur le mode de gouvernance de la future entreprise.
Le chief executive officer de NYSE Group et le président du directoire d'Euronext se rencontrèrent à New York en janvier 2006 aux fins d'un éventuel rapprochement. Les discussions reprirent alors avec Deutsche Börse pour finalement ne pas aboutir. Alors qu'Euronext reçut de NYSE Group un projet de combination agreement (traité de fusion) le 15 mai 2006, Deutsche Börse annonça publiquement le 19 mai 2006 une proposition de fusion avec Euronext. Le 22 mai 2006, NYSE Group annonça publiquement les conditions de la proposition de rapprochement avec Euronext. Le conseil de surveillance d'Euronext se retrouva avec deux propositions de rapprochement et se prononça en faveur de celle de NYSE Group ce qui fut confirmée par l'assemblée générale annuelle des actionnaires d'Euronext du 23 mai 2006. Le 1er juin 2006, NYSE Group et Euronext signèrent le combination agreement, qui fut modifié le 24 novembre 2006, lequel prévoit de regrouper NYSE Group et Euronext sous une holding commune NYSE Euronext et de demander l'admission des actions de celle-ci sur Euronext Paris et le New York Stock Exchange (NYSE).
L'opération de « fusion » (il s'agit en fait plutôt d'une opération de regroupement d'entités juridiques sous une maison-mère unique) fut construite comme suit. NYSE Euronext Inc., société de l'État du Delaware (États-Unis) constituée le 22 mai 2006 par NYSE Group Inc., détient (1) une filiale à 100 %, NYSE Euronext (International) B.V., société néerlandaise, laquelle détient une filiale à 100 %, NYSE Euronext (Holding) N.V., société néerlandaise et (2) une filiale à 100 %, Jefferson Merger Sub Inc., société de l'État du Delaware (États-Unis). NYSE Euronext Inc. dépose une offre à destination des actionnaires d'Euronext N.V. visant à faire acquérir par NYSE Euronext (Holding) N.V. la totalité des actions émises par Euronext N.V. en échange notamment d'actions de NYSE Euronext Inc. (par suite de cette opération les actionnaires d'Euronext N.V. se retrouvent ainsi actionnaires de NYSE Euronext Inc.). Après la réalisation de cette offre (le règlement-livraison), les actionnaires de NYSE Group Inc. décident alors l'absorption de leur société par Jefferson Merger Sub Inc., laquelle reprendra ensuite la dénomination "NYSE Group", et reçoivent en contrepartie de leurs actions NYSE Group Inc. des actions de NYSE Euronext Inc. (les actionnaires de NYSE Group Inc. se retrouvent ainsi actionnaires de NYSE Euronext Inc.). L'opération aboutit ainsi à faire "passer" Euronext N.V., avec ses filiales, sous NYSE Euronext (Holding) N.V., détenue indirectement par NYSE Euronext Inc. via sa filiale NYSE Euronext (International) B.V. et à faire "passer" (par voie de fusion-absorption) NYSE group Inc., avec ses filiales, directement sous NYSE Euronext Inc.
La valorisation des deux groupes aboutit à une répartition, après la fusion, des actions de NYSE Euronext Inc. de 59 % pour les anciens actionnaires de NYSE Group Inc. et de 41 % pour les anciens actionnaires d'Euronext N.V.
Le rapprochement des deux groupes crée la plus importante plate-forme boursière au monde, qui prend le nom de NYSE Euronext. Cette nouvelle société assurera la cotation d'une capitalisation boursière de l'ordre de 15 000 milliards d'euros (20 000 milliards de dollars américains).
Le mercredi 4 avril 2007, l'action du nouvel ensemble (Nyse-Euronext - US6294911010) effectua ses premiers pas en Bourse, à Paris et à Wall Street (Voir aussi New York Stock Exchange).
En décembre 2007, Atos Origin et Euronext ont décidé de mettre un terme à leur coentreprise AEMS, chacun reprenant les actifs qui les intéressent. À partir 2008, les activités informatiques de cotation de marché intègreront Nyse Euronext, tandis que les activités de compensation, de règlement-livraison et interbancaires, intégreront la branche Worldline d'Atos Origin. Dans le cadre de cet accord, Euronext verse environ 250 millions d'euros à Atos,.

### Rapprochement avorté de NYSE Euronext et de Deutsche Börse
Le 15 février 2011, NYSE Euronext annonça sa volonté de "fusionner" avec Deutsche Börse AG, gestionnaire de la bourse de Francfort, pour devenir la première entreprise de gestion de marchés financiers mondiale. Cette opération était soumise à des autorisations réglementaires des États concernés. Les sièges devaient se trouver à Francfort et à New York. La nouvelle société devait ainsi être la place boursière de référence dans le monde.
La « fusion » (il s'agit en fait plutôt d'une opération de regroupement d'entités juridiques sous une maison-mère unique) devait se réaliser selon un schéma quasi identique à celui utilisé lors de la création du groupe NYSE Euronext. Une nouvelle entité Alpha Beta Netherlands Holding N.V.(ABNH) de droit néerlandais est créée qui détient 100 % du capital de Pomme Merger Corporation, une société de l'État du Delaware (États-Unis). Nyse Euronext Inc. absorbe, par voie de fusion, Pomme Merger Corporation et les actionnaires de NYSE Euronext Inc. reçoivent en échange des titres de ABNH. ABNH lance simultanément une offre d'échange de ses titres avec les titres de Deutsche Börse AG. À l'issue de ces opérations, les anciens actionnaires de Deutsche Börse AG détiennent 60 % de ABNH et les anciens actionnaires de NYSE Euronext Inc. détiennent 40 % de ABNH, si l'offre d'échange a permis d'acquérir la totalité des titres de Deutsche Börse. Ainsi, ABNH détient NYSE Euronext Inc. et Deutsche Börse AG.
Le projet de fusion fut approuvé par l'assemblée des actionnaires de NYSE Euronext Inc. le 7 juillet 2011 et par l'assemblée des actionnaires de Deutsche Börse AG le 13 juillet 2011. Le 1er août 2011, 95,41 % des actions de Deutsche Börse AG étaient offertes à ABNH dans le cadre de l'offre d'échange faite aux actionnaires. La fusion fut approuvée par la commission des investissements étrangers américaine le 22 août 2011, l'autorité des marchés financiers allemande (BaFin) le 12 septembre 2011, par la division Antitrust du département de la Justice des États-Unis le 22 décembre 2011 et la filialisation de NYSE Euronext Inc. sous ABNH  fut avalisée par la Securities and Exchange Commission le 18 janvier 2012 confirmant que la fusion avait reçu toutes les autorisations requises aux États-Unis. Les opérations de "fusion" restaient soumises à l'accord de la Commission européenne et des autorités de marché européennes concernées. La Commission européenne a finalement, le 1er février 2012, bloqué le rapprochement notamment aux motifs que cela "aurait entraîné une situation de quasi-monopole sur le marché international des produits financiers dérivés européens". Les parties ont alors annoncé le 2 février 2012 qu'elles renonçaient à l'opération.

## Disparition par fusion avec ICE
Le 20 décembre 2012, IntercontinentalExchange (ICE) et NYSE Euronext annoncent conjointement l'acquisition" (il s'agit en fait d'une fusion) par ICE de NYSE Euronext pour 8 milliards de dollars US dont 67 % payé en actions et 33 % payé en numéraire .
L'acquisition consiste dans la fusion-absorption de NYSE Euronext par Baseball Merger Sub, LLC, une société de l'État du Delaware (États-Unis d'Amérique) et par Merger Sub, LLC, une société de l'État du Delaware (États-Unis d'Amérique) détenue à 100 % par ICE. La parité d'échange pour les actionnaires de NYSE Euronext consisterait dans le paiement en numéraire de leurs actions pour un montant de 33,12 dollars US pour une action de NYSE Euronext, ou un paiement en nature par la remise de 0,2581 action ordinaire d'ICE en échange d'une action de NYSE Euronext ou la combinaison d'un paiement en numéraire pour 11,27 dollars US et en nature par la remise de 0,1703 action ordinaire d'ICE pour une action NYSE Euronext. En tout état de cause, le montant en numéraire versé aux actionnaires de NYSE Euronext ne pourrait dépasser 2,7 milliards de dollars US et le nombre d'actions ordinaires d'ICE remises en échange ne pourrait dépasser 42,5 millions. À l'issue des opérations de fusion, les actionnaires de NYSE Euronext pourrait détenir théoriquement 36 % des actions d'ICE.
L'assemblée générale spéciale de NYSE Euronext et celle d'ICE tenues le 3 juin 2013 ont approuvé l'acquisition par ICE de NYSE Euronext à une majorité, pour les actionnaires de NYSE Euronext, de 99 % des actions représentées rassemblant environ 64 % des actions ordinaires émises et, pour les actionnaires d'ICE, de 99,68 % des actions représentées représentant 85,05 % des actions ordinaires émises.
Si l'offre de ICE arrive à son terme, la fusion ainsi réalisée, ce dernier a annoncé son intention de se séparer de la partie provenant de Euronext de l'actuelle NYSE Euronext par une introduction en bourse si les conditions de marché et les institutions européennes ne s'y opposent pas ce qui pourrait avoir certaines conséquences pour des places boursières comme Paris.
Le 12 novembre 2013, ICE annonce la réalisation des opérations de fusion-acquisition. Aux termes de ces opérations, IntercontinentalExchange, Inc. et NYSE Euronext, Inc. deviennent des filiales détenues à 100 % par IntercontinentalExchange Group, Inc. (ICE) qui sera l'entité dont les titres sont admis aux négociations sur le NYSE sous le symbole "ICE". ICE aura à la fois son siège social à Atlanta (siège historique) et à New York (siège historique du NYSE). ICE entend admettre en bourse les actions d'Euronext en 2014.

### Nouvelle indépendance d'Euronext
Le 20 juin 2014, les activités européennes d'ICE - à l'exception du marché londonien de produits dérivés LIFFE - sont introduites en bourse sous le nom d'Euronext. Un tiers du capital de l'entreprise est détenu par des investisseurs institutionnels, les deux autres tiers sont flottants.

## Métiers
Pour des raisons d'ordre réglementaire, il existe des filiales détenues à 100 % dans chacun des pays : Euronext Paris S.A., Euronext Amsterdam N.V. et Euronext Brussels S.A./N.V..
Les principaux indices d'Euronext sont :
- FTSEurofirst 80
- FTSEurofirst 100
- NextCAC 70
- Euronext 100
- Next 150
- AEX (Bourse d'Amsterdam)
- BEL20 (Bourse de Bruxelles)
- CAC 40 (Bourse de Paris)
- CAC Next 20 (Bourse de Paris)
- PSI 20 (Bourse de Lisbonne).

## Données financières
| Années                   | 2003           | 2004        | 2005       | 2010      |
| ------------------------ | -------------- | ----------- | ---------- | --------- |
| Chiffre d'affaires       | 763.653.573    | 7.653.567   | e7.653.356 | 3.339.244 |
| Résultat net part groupe | 2.546          | 6.542       | e7.542     | 435.422   |
| Fonds propres            | 75.426.552.456 | 524.654.256 | e4.562.546 |           |
| Dettes financières       | 3.255.436      | 64.325      | e7.526     | 276.195   |

## Données boursières
- Actions cotées entre autres à la Bourse de Paris
- Membre de l'indice CAC Next 20
- Code Valeur ISIN = NL0000241511
- Valeur nominale =  euro
- Actionnaires principaux (2005) : Flottant 70,2 %, ING 6,2 %, BNP Paribas 4,4 %, Crédit agricole 3,8 %, autres institutions financières 12,2 %, autocontrôle 2,2 %, salariés 1,0 %.

| Années                                       | 2004 | 2005 | 2006  |
| -------------------------------------------- | ---- | ---- | ----- |
| Nombre d'actions cotées en million           | 23   | 344  | 4566  |
| Capitalisation boursière en millions d'euros | 1796 | 1784 | 2345  |
| Nombre de transactions quotidiennes          | 777  | 546  | 33547 |